# Strada statale 702 Tangenziale Ovest di Bra
La strada statale 702 Tangenziale Ovest di Bra (SS 702), già nuova strada ANAS 29 Tangenziale Ovest di Bra (NSA 29), è una strada statale italiana che permette di aggirare il centro abitato di Bra. Si tratta di una strada a carreggiate separate con due corsie per senso di marcia e priva di incroci a raso.

## Percorso
La strada ha origine dalla ex strada statale 661 delle Langhe nel comune di Bra, in località Madonna dei Fiori. Dopo poche centinaia di metri supera la linea ferroviaria Carmagnola-Bra e proseguendo verso sud incontra il primo svincolo per Bra in corrispondenza della strada Falchetto. Continuando sempre in direzione sud, supera la linea ferroviaria Alessandria-Cavallermaggiore ed incontra il suo secondo svincolo in corrispondenza della SP 48.
Dopo l'innesto a Roreto sulla ex strada statale 662 di Savigliano, l'arteria svincola tramite rotatoria con la bretella di collegamento al casello Bra-Marene dell'A33 Asti-Cuneo, per terminare sulla SS 231 in località Bricco di Cherasco.

### Tabella percorso
| Tangenziale Ovest di Bra |                                                       |     |           |
| Tipo                     | Indicazione                                           | km  | Provincia |
|                          | ex delle Langhe Carmagnola - Sanfrè                   | 0,0 | CN        |
|                          | Bra                                                   | 1,7 | CN        |
|                          | Cavallermaggiore Bra                                  | 2,7 | CN        |
|                          | ex di Savigliano - Cherasco AT-CN - di Santa Vittoria | 5,3 | CN        |

## Storia
Il primo tratto ad essere inaugurato, il 19 ottobre 1998, fu quello tra la strada Falchetto e Roreto. Il tratto fino a Bandito venne aperto il 28 luglio 1999. È stato inaugurato il 17 dicembre 2011 il prolungamento della strada in direzione sud fino all'innesto con la strada statale 231 di Santa Vittoria presso Bricco.
Funzionale alla stessa, ma non facente parte del suo itinerario, nel 2012 è stato aperto un raccordo che la collega direttamente al casello di Bra-Marene dell'A33 Asti-Cuneo.
Nel 2005 fu adottata la provvisoria classificazione di nuova strada ANAS 29 Tangenziale Ovest di Bra (NSA 29), fino alla definitiva classificazione avvenuta nel 2011 con l'itinerario: "Innesto con la ex S.S. n. 661 presso Madonna dei Monti - Innesto con la ex S.S. n. 662 in localita Roreto di Cherasco".
Con il successivo prolungamento l'itinerario è ufficialmente diventato nel 2015: "Innesto con la ex S.S. n. 661 presso Madonna dei Monti - Innesto con la S.S. n. 231 in localita Roreto di Cherasco".